# Katsu Kokichi
En este nombre japonés, el apellido es “Katsu”.
Katsu Kokichi (勝 小吉, 1802 - 1850) nacido como Otani Kokichi en Edo. Él era un samurái de rango bajo que fue adoptado por la familia Katsu para casarse con la única hija Katsu, Nobuko. El padre de Kokichi, Otani Heizo, era un oficial menor en el shogunato. Su medio hermano, Otani Hikoshiro, era veinticinco años mayor que Kokichi. Después del retiro de su padre como jefe de familia, Hikoshiro se hizo cargo de toda la familia, era un notable calígrafo y erudito confuciano y fue distinguido dos veces como administrador de distrito en los dominios del shogun. Por el contrario, Katsu Kokichi llevó una vida de ociosidad, nunca fue a conseguir un puesto oficial y era complementado por su pequeño ingreso (41 koku) por negocio de espadas, entre otras cosas. Las otras cosas, contrarias a los ideales de la clase samurai, incluidas actuar como un guardia de seguridad y prestar dinero con intereses altos. Cuando el hijo de Kokichi, Rintaro (más tarde a convertirse en el famoso comandante naval Katsu Kaishū) tenía quince años, Kokichi se retiró como jefe de familia, pasando ese deber al joven Rintaro. Durante sus últimos días, Kokichi escribió una autobiografía (una de las pocas supervivientes del Japón pre-Meiji) titulada Musui Dokugen ("Historia de Musui"), que narra su vida y aventuras en un estilo muy parecido al de la novela picaresca. Este libro es una excelente descripción de la vida de clase baja en Edo durante el último shogunato de Tokugawa. Katsu Kokichi murió en Edo en 1850, tres años antes de que el comodoro Matthew C. Perry llegara a Japón.
- Datos: Q6378052